# مایا آیلند ایر
مایا آیلند ایر (به انگلیسی: Maya Island Air) یک شرکت هواپیمایی با کد یاتا MY است که در تاریخ ۱۹۶۲ میلادی تأسیس شده است. دفتر مرکزی مایا آیلند ایر در بلیز سیتی، بلیز واقع شده‌است و قطب این شرکت هواپیمایی در فرودگاه بین‌المللی فیلیپس اس. دبلیو. گلدسان قرار دارد و به ۱۲ مقصد، پرواز مستقیم انجام می‌دهد.